# Джон Мармадьюк
Джон Мармадьюк (14 березня 1833 , Салін, Міссурі, США  — 28 грудня 1887 , Джефферсон-Сіті, Міссурі, США ) — американський військовий діяч.

## Ранні роки
Другий син серед десяти дітей, Мармадьюк народився на плантації свого батька поруч Ероу Рок штат Міссурі. Його батько, Мередіт Мармадьюк (1791—1864), був восьмим губернатором штату Міссурі. Його прадід, Джон Бретхітт, був губернатором Кентуккі від 1832—1834.
Мармадьюк вчився в академії Чапелл Хілл, штат Міссурі, і масонському коледжі в Лексінгтоні, штат Міссурі, два роки вчився в Єльському університеті, а потім рік у Гарвардському університеті. Конгресмен Джон С. Фелпс направив Мармадьюка до Військової академії США, яку він закінчив у 1857 році, 30-й з 38 студентів. Він короткий час служив 2-м лейтенантом у 1-му кінно-стрілецькому полку США, потім був переведений в Другий кавалерійський полк. Мармадьюк брав участь у війні Юта, а потім у таборі Флойда в 1858—1860 рр.

## Громадянська війна
Мармадьюк був на чергуванні в Новій Мексиці на весні 1861, коли він отримав звістку, що Міссурі відокремилася від Союзу. Він поспішив додому і зустрівся зі своїм батьком. Хоча новина була помилковою, Мармадьюк, вирішив піти у відставку з армії Сполучених Штатів, з квітня 1861 року. Губернатор Міссурі незабаром призначив його полковником Першого Стрілецького полку міліції. Губернатор Джексон покинув Джефферсон-Сіті в червні з більшістю міліції з метою набору додаткових сил. Мармадьюк і його полк зустрів наступаючих федералів біля Бооневіля. Він мав поставити міцний заслон але коли його новобранці зустрілись з навченими військами Союза дрогнули і побігли за всього 20 хвилин бою.
Відчуваючи огиду до ситуації, Мармадьюк подав у відставку з міліції Міссурі і поїхав у Річмонд, штат Вірджинія, де він став першим лейтенантом в регулярній армії Конфедерації Штатів. Його призначили на службу в Арканзасі, де незабаром був обраний підполковником 1-го батальйону військ Арканзасу.
Мармадьюк був поранений в бою в битві при Шайло, як полковник 3-й піхотного полку Конфедерації що вивело його з ладу протягом декількох місяців. У листопаді 1862 року, військове відомство надало йому звання бригадного генерала. Його перший бій, як командир бригади був у битві Прейрей Гров. У квітні 1863 року, він вирушив з 5000 чоловік і десяткою гармат в Міссурі маючи на меті звільнити свій штат. Тим не менш, він був відкинутий в битві біля мису Жирардо і змушений повернутися в Хелена, штат Арканзас.
У вересні 1863 року, він звинуватив свого безпосереднього начальника, генерал-майора Люціуса Вокера, у боягузтві на полі бою. Вокер, будучи ображеним, викликав Мармадьюка на дуель, яка призвела до смерті Вокера 6 вересня 1863.
Мармадьюк пізніше командував кавалерією Транс-Міссісіпського департаменту, брав участь у кампанії Червоної річки. Протягом цього періоду, Мармадьюк знову був залучений в суперечки з командуванням. Командуючи змішаними силами Конфедерації, в тому числі й корінними американцями, 1-м і 2-м полками чоктавів, Мармадьюк переміг загін Федералів нагулу в битві Яд-Спрінгс, Арканзас 18 квітня 1864. Його солдати були звинувачені у вбивстві афро-американських солдатів першого піхотного кольорового волонтерського полку Канзасу (пізніше 79-й піхотний кольоровий полк США). Мармадьюк і інші білі офіцери стверджували, що звинувачення були роздуті.
Мармадьюк командував дивізією у вересні-жовтні 1864 в Міссурі, де Мармадьюк був захоплений у полон у битві при Майн Крік. Він був відправлений в табір військовополонених в Огайо. Не дивлячись на це Мармадьюк був підвищений в генерал-майори в 1865. Він був звільнений після закінчення війни.

## Повоєнне життя
Мармадьюк повернувся додому в Міссурі і оселився в Сент-Луїсі. Він деякий час працював у страховій компанії, чия етика йшла всупереч його власною. Потім він редагував сільськогосподарський журнал, і публічно звинуватив залізниці в дискримінаційному ціноутворення проти місцевих фермерів.
Мармадьюк вирішив зайнятися політикою, але програв 1880 номінацію на пост губернатора. Але через чотири роки знову балотувався на пост губернатора штату Міссурі. Як не дивно, враховуючи його політику що мала конфедеративне коріння, він був обраний.
Він завдав низку ударів в 1885 році і 1886 році по залізничним компаніям. Мармадьюк помер у бутність губернатором. Він захворів на пневмонію в кінці 1887 і помер у Джефферсон-Сіті. Він був похований на міському кладовищі.

## Ресурси
- Black, William P., Banasik, Michael E., Victoria and Albert Museum, Duty, Honor, and Country: The Civil War Experiences of Captain William P. Black, Thirty-Seventh Illinois Infantry, Press of the Camp Pope Bookshop, 2006. ISBN 1-929919-10-7.
- Conrad, Howard Louis, Encyclopedia of the History of Missouri: A Compendium of History and Biography for Ready Reference, Published by The Southern History Company, Haldeman, Conard & Co., Proprietors, 1901.
- Hinze, David; Farnham, Karen, The Battle of Carthage, Border War in Southwest Missouri, July 5, 1861. Gretna, Louisiana: Pelican Publishing, 2004. ISBN 1-58980-223-3.
- Houston, Curtis A., The Houston Family and Relatives, C.A. Houston, 1984.
- Johnston, William Preston, Johnston, Albert Sidney, The life of Gen. Albert Sidney Johnston: embracing his services in the armies of the United States, the republic of Texas, and the Confederate States, D. Appleton, 1878.
- McClure, Clarence Henry, History of Missouri: A Text Book of State History for Use in Elementary Schools, A.S. Barnes Company, 1920.
- Neal, Diane, Kremm, Thomas, The Lion of the South: General Thomas C. Hindman, Mercer University Press, 1997. ISBN 0-86554-556-1.
- Parrish, William Earl, McCandless, Perry, Foley, William E., A History of Missouri, University of Missouri Press, 1971. ISBN 0-8262-1559-9.
- Ponder, Jerry, Major General John S. Marmaduke, C.S.A., Doniphan, Missouri: Ponder Books, 1999. ISBN 0-9623922-8-6.
- Reavis, L. U., Saint Louis: the Future Great City of the World, Gray, Baker & Co., 1875.
- Shoemaker, Floyd C., A History of Missouri and Missourians: A Text Book for «class A» Elementary Grade, Freshman High School, and Junior High School, Ridgway, 1922.
- Warner, Ezra J., Generals in Gray: Lives of the Confederate Commanders, Louisiana State University Press, 1959. ISBN 0-8071-0823-5.
- Welsh, Jack D., Medical Histories of Confederate Generals, Kent State University Press, 1999. ISBN 0-87338-649-3.